# Dennis Shepherd
Pour les articles homonymes, voir Shepherd.
Dennis Graham Shepherd est un boxeur sud-africain né le 11 octobre 1926 à Johannesburg et mort le 13 juin 2006 dans la même ville.

## Biographie
Il est médaillé d'argent olympique des poids plumes aux Jeux de Londres en 1948, battu en finale par l'Italien Ernesto Formenti.